# Anadenanthera peregrina
Anadenanthera peregrina är en ärtväxtart som först beskrevs av Carl von Linné, och fick sitt nu gällande namn av Carlos Luis Spegazzini. Anadenanthera peregrina ingår i släktet Anadenanthera och familjen ärtväxter.

## Underarter
Arten delas in i följande underarter:
- A. p. falcata
- A. p. peregrina

## Bildgalleri

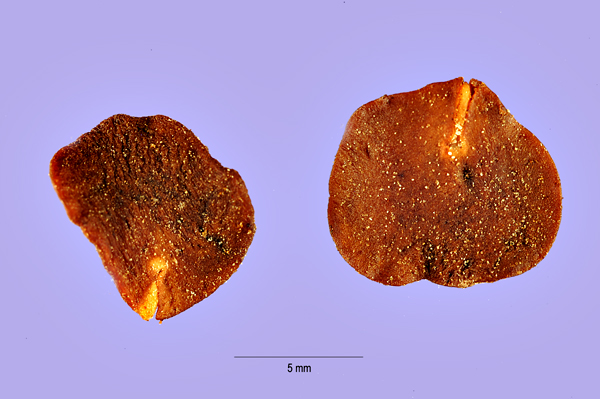
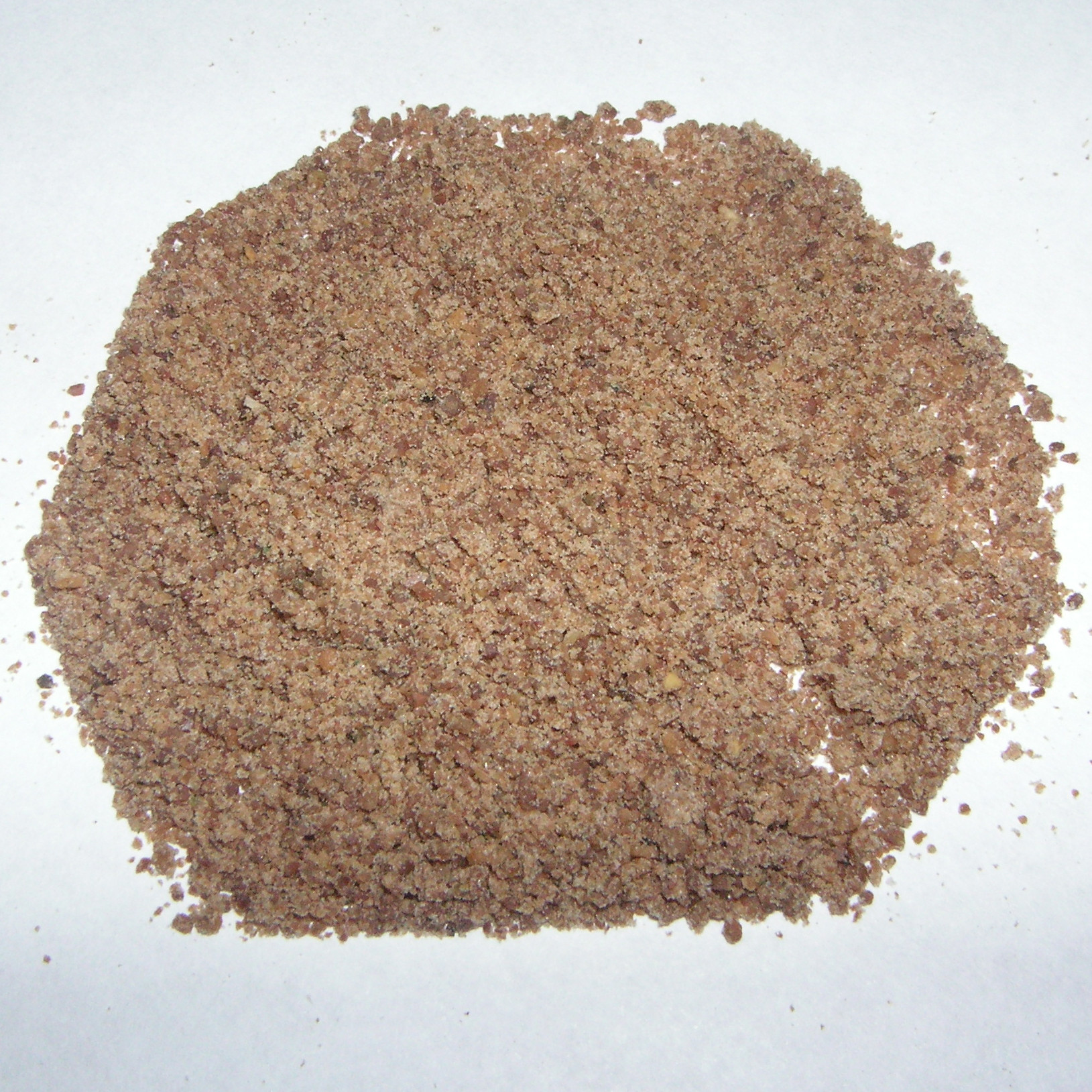
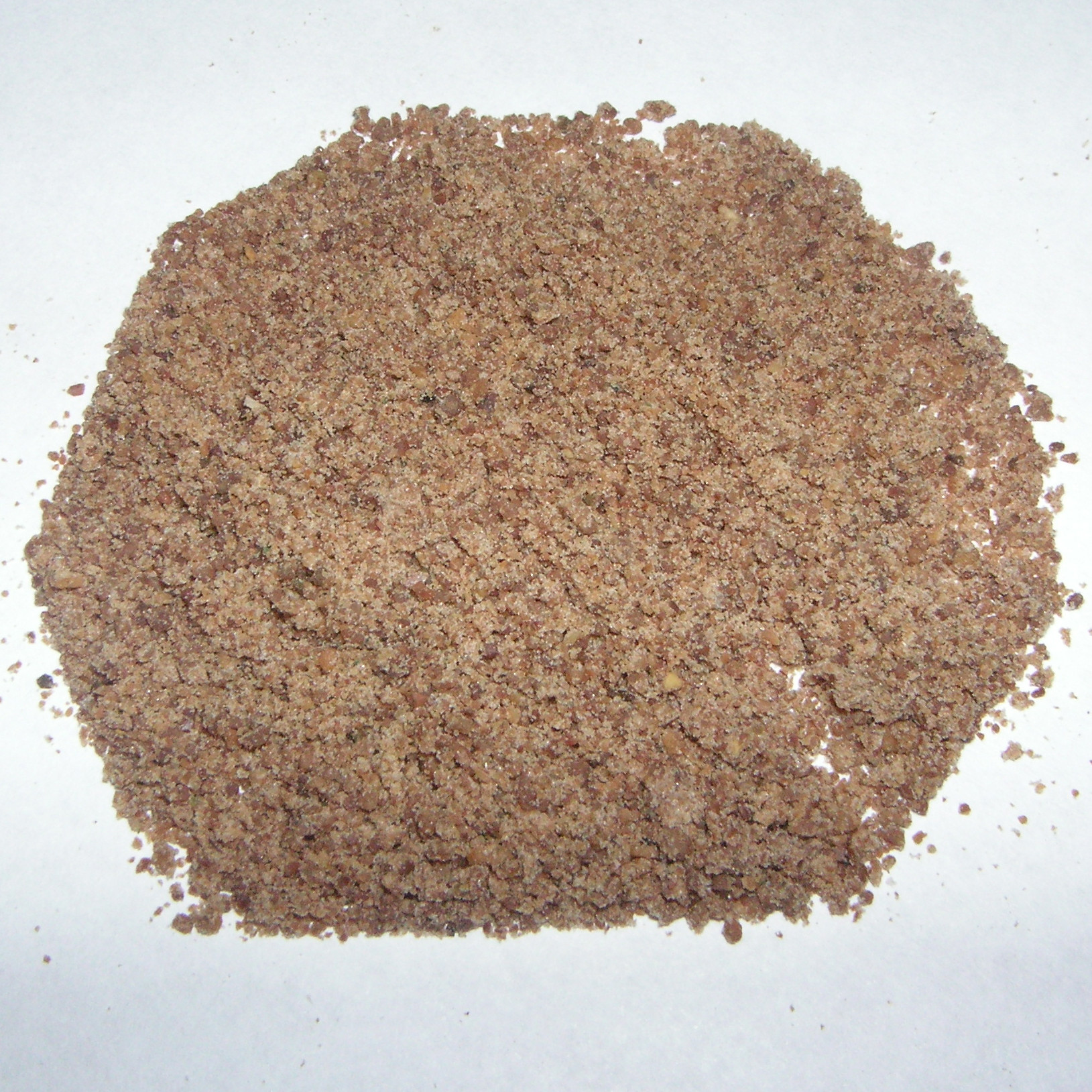
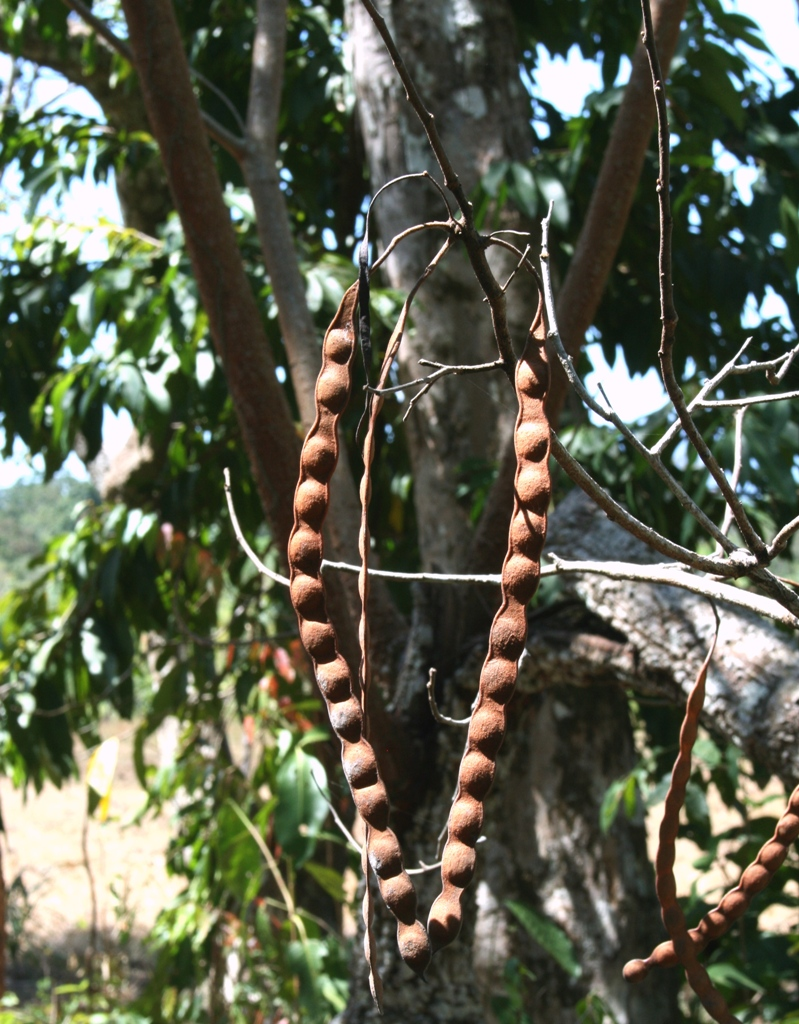
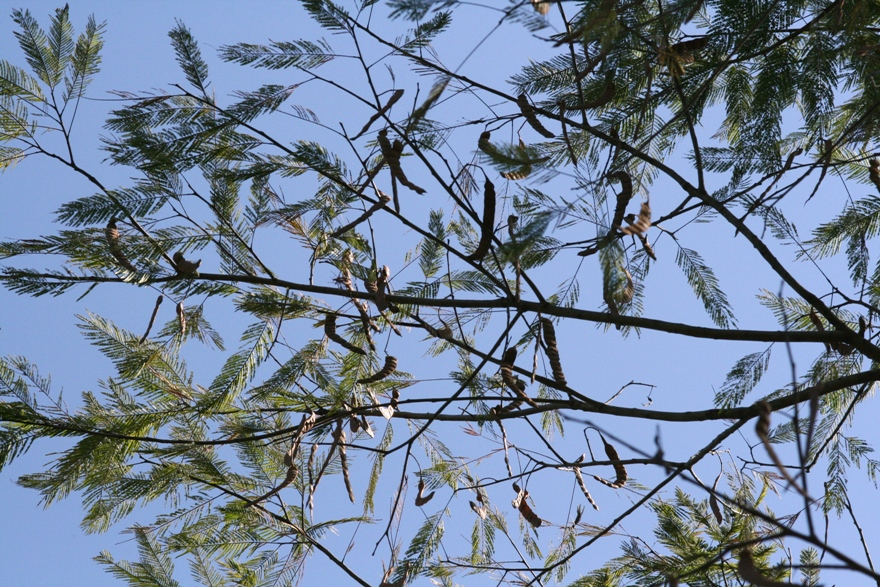